# Matic Skube
Matic Skube (ur. 23 lutego 1988 w Kranju) – słoweński narciarz alpejski, złoty medalista mistrzostw świata juniorów.

## Kariera
Pierwszy raz na arenie międzynarodowej Matic Skube pojawił się 24 listopada 2003 roku w Geilo, gdzie w zawodach FIS Race w gigancie zajął 65. miejsce. W lutym 2005 roku brał udział w mistrzostwach świata juniorów w Bardonecchi, gdzie jego najlepszym wynikiem było 51. miejsce w supergigancie. Jeszcze dwukrotnie startował na imprezach tego cyklu, najlepszy wynik osiągając podczas mistrzostw świata juniorów w Altenmarkt w 2007 roku, gdzie zdobył złoty medal w slalomie. W zawodach tych wyprzedził Austriaka Marcela Hirschera oraz Beata Feuza ze Szwajcarii.
W zawodach Pucharu Świata zadebiutował 12 listopada 2006 roku w Levi, gdzie nie zakwalifikował się do pierwszej przejazdu w slalomie. Pierwsze pucharowe punkty wywalczył cztery miesiące później, 18 marca 2007 roku w Lenzerheide, zajmując 22. miejsce w tej samej konkurencji. Najlepszy wynik w zawodach tego cyklu osiągnął 9 stycznia 2011 roku w Adelboden, gdzie był dwunasty w slalomie. Najlepsze wyniki osiągnął w sezonie 2010/2011. W 2010 roku wystąpił w slalomie na igrzyskach olimpijskich w Vancouver, jednak nie ukończył rywalizacji. W swojej koronnej konkurencji był też między innymi dwudziesty podczas mistrzostw świata w Beaver Creek w 2015 roku.

## Osiągnięcia

### Igrzyska olimpijskie
| Miejsce | Dzień     | Rok  | Miejscowość | Konkurencja | Czas biegu | Strata | Zwycięzca        |
| ------- | --------- | ---- | ----------- | ----------- | ---------- | ------ | ---------------- |
| DNF1    | 27 lutego | 2010 | Whistler    | Slalom      | 1:39,32    | —      | Giuliano Razzoli |

### Mistrzostwa świata
| Miejsce | Dzień     | Rok  | Miejscowość  | Konkurencja | Czas zawodów | Strata | Zwycięzca            |
| ------- | --------- | ---- | ------------ | ----------- | ------------ | ------ | -------------------- |
| 26.     | 18 lutego | 2011 | Ga-Pa        | Gigant      | 2:10,56      | +2,52  | Ted Ligety           |
| DNF2    | 20 lutego | 2011 | Ga-Pa        | Slalom      | 1:41,72      | -      | Jean-Baptiste Grange |
| 25.     | 17 lutego | 2013 | Schladming   | Slalom      | 1:51,03      | +6,42  | Marcel Hirscher      |
| 20.     | 5 lutego  | 2015 | Beaver Creek | Supergigant | 1:15,68      | +3,76  | Hannes Reichelt      |

### Mistrzostwa świata juniorów
| Miejsce | Dzień     | Rok  | Miejscowość  | Konkurencja | Czas biegu | Strata     | Zwycięzca         |
| ------- | --------- | ---- | ------------ | ----------- | ---------- | ---------- | ----------------- |
| 62.     | 23 lutego | 2005 | Bardonecchia | Zjazd       | 1:25,58    | +5,58      | Rok Perko         |
| 51.     | 25 lutego | 2005 | Bardonecchia | Supergigant | 1:25,20    | +3,42      | Michael Gmeiner   |
| DNF1    | 27 lutego | 2005 | Bardonecchia | Gigant      | 2:10,28    | -          | Michael Gmeiner   |
| 11.     | 6 marca   | 2007 | Altenmarkt   | Zjazd       | 1:38,41    | +1,50      | Beat Feuz         |
| 24.     | 8 marca   | 2007 | Altenmarkt   | Supergigant | 1:07,77    | +2,43      | Beat Feuz         |
| 23.     | 9 marca   | 2007 | Altenmarkt   | Gigant      | 2:14,01    | +3,25      | Marcel Hirscher   |
| 1.      | 10 marca  | 2007 | Altenmarkt   | Slalom      | 1:49,45    | -          | -                 |
| 6.      | 10 marca  | 2007 | Altenmarkt   | Kombinacja  | 22,36 pkt  | +19,56 pkt | Beat Feuz         |
| DNF1    | 26 lutego | 2008 | Formigal     | Zjazd       | 1:45,31    | -          | Hagen Patscheider |
| 25.     | 27 lutego | 2008 | Formigal     | Slalom      | 1:29,68    | +2,73      | Marcel Hirscher   |
| DNF1    | 28 lutego | 2008 | Formigal     | Supergigant | 1:21,02    | -          | Andreas Sander    |
| 13.     | 29 lutego | 2008 | Formigal     | Gigant      | 1:57,00    | +2,04      | Marcel Hirscher   |

### Puchar Świata

#### Miejsca w klasyfikacji generalnej
- sezon 2006/2007: 153.
- sezon 2009/2010: 138.
- sezon 2010/2011: 107.
- sezon 2011/2012: 131.
- sezon 2014/2015: 142.
- sezon 2015/2016: 127.

#### Miejsca na podium w zawodach
Skube nie stawał na podium zawodów Pucharu Świata.